# Kamran Akmal
Kamran Akmal (Urdu کامران اکمل; * 13. Januar 1982 in Lahore) ist ein ehemaliger pakistanischer Cricketspieler.

## Karriere
Akmal hat bisher für Pakistan an 53 Tests teilgenommen und dabei insgesamt 2648 Runs erzielt. Seinen ersten Einsatz bei einem Test hatte er im November 2002 gegen Simbabwe in Harare. Zudem kam Akmal bisher bei 132 One-Day-International-Matches zum Einsatz. Er ist ein Quick-scoring Batsman und Wicket-Keeper und hat sechs Centuries (mindestens 100 Runs) und zwölf Half-Centuries (zwischen 50 und 99 Runs) in 92 Test Innings erreicht. Nachdem er drei Jahre nicht für die Nationalmannschaft berücksichtigt worden war, wurde er im März 2017 aufgrund von guten Leistungen gegen die West Indies wieder für das ODI- und Twenty20-Team nominiert.